# Княгиня (приток Чёрной)
Княгиня — река в России, протекает в Некрасовском районе Ярославской области. Устье реки находится в 11 км по левому берегу реки Чёрная от её устья, чуть ниже устья реки Вокшинка. Длина реки составляет 22 км, площадь бассейна — 72 км².
Сельские населённые пункты около реки: Хмельцицы, Погост, Поповки, Подсосенье, Куликово, Ядрово, Васенино, Липовки, Ченцы, Левашово.
У Липовок пересекает автодорогу Ярославль — Кострома.

## Данные водного реестра
По данным государственного водного реестра России относится к Верхневолжскому бассейновому округу, водохозяйственный участок реки — Волга от Рыбинского гидроузла до города Кострома, без реки Кострома от истока до водомерного поста у деревни Исады, речной подбассейн реки — Волга ниже Рыбинского водохранилища до впадения Оки. Речной бассейн реки — (Верхняя) Волга до Куйбышевского водохранилища (без бассейна Оки).
Код объекта в государственном водном реестре — 08010300212110000011450.